# Поливальник (фільм)
«Поливальник» (фр. L'arroseur) — німий короткометражний фільм режисера Жоржа Мельєса знятий у Франції 1896 року.

## Сюжет
Хуліган закриває шланг поливальнику. Поливальник заглядає в шланг. Хуліган відпускає шланг і поливальника огортує вода. Поливальник обливає хулігана водою і хуліган рятується втечею.

## У ролях
- Жорж Мельєс — поливальник
- Гільмутро Шонс — хуліган

## Цікаві факти
- На даний момент фільм вважається загубленим.
- Жорж Мельєс зняв фільм з таким ж сюжетом як і брати Люм'єр роком раніше